# BMW M67

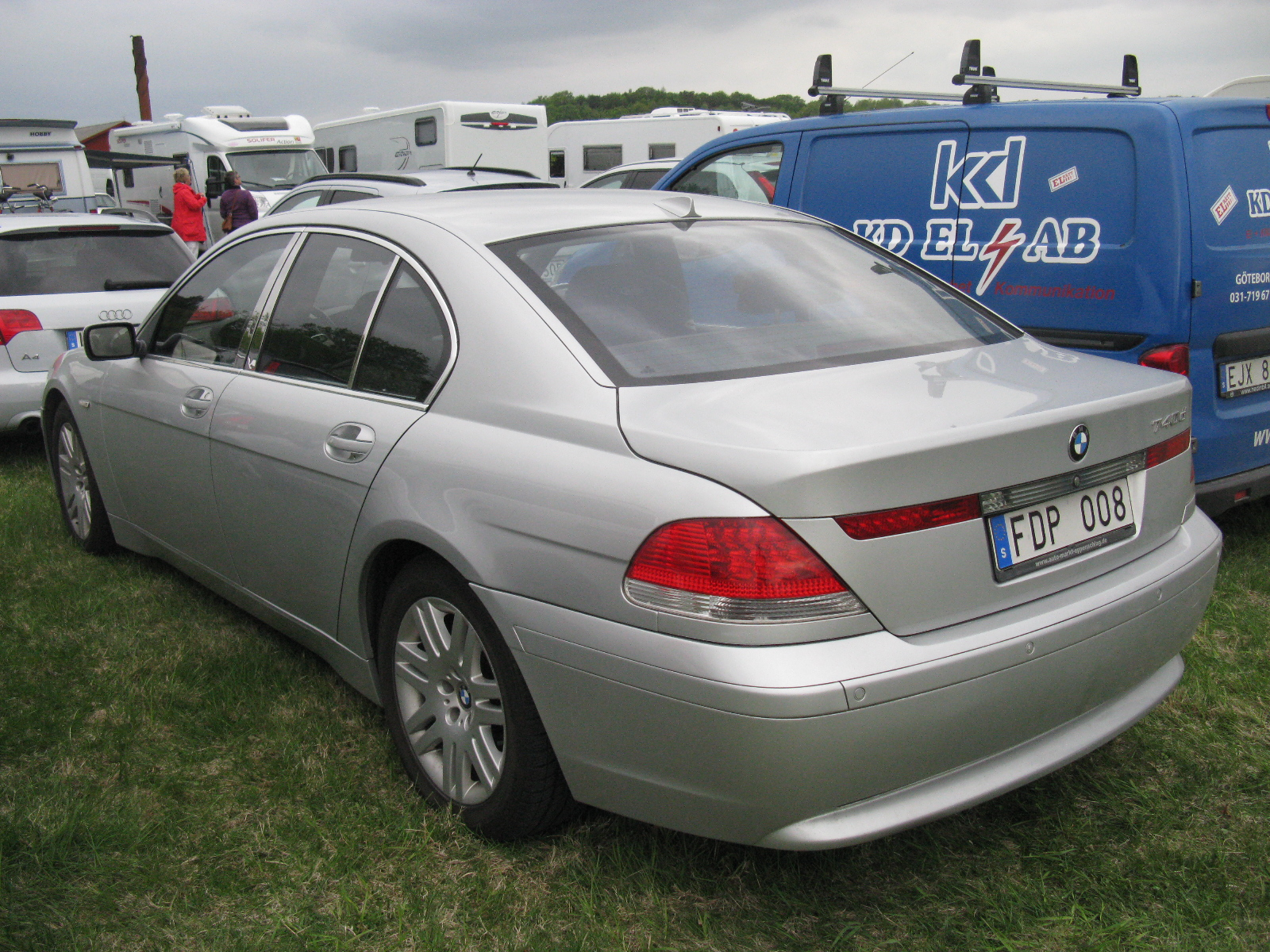
BMW E65 740d

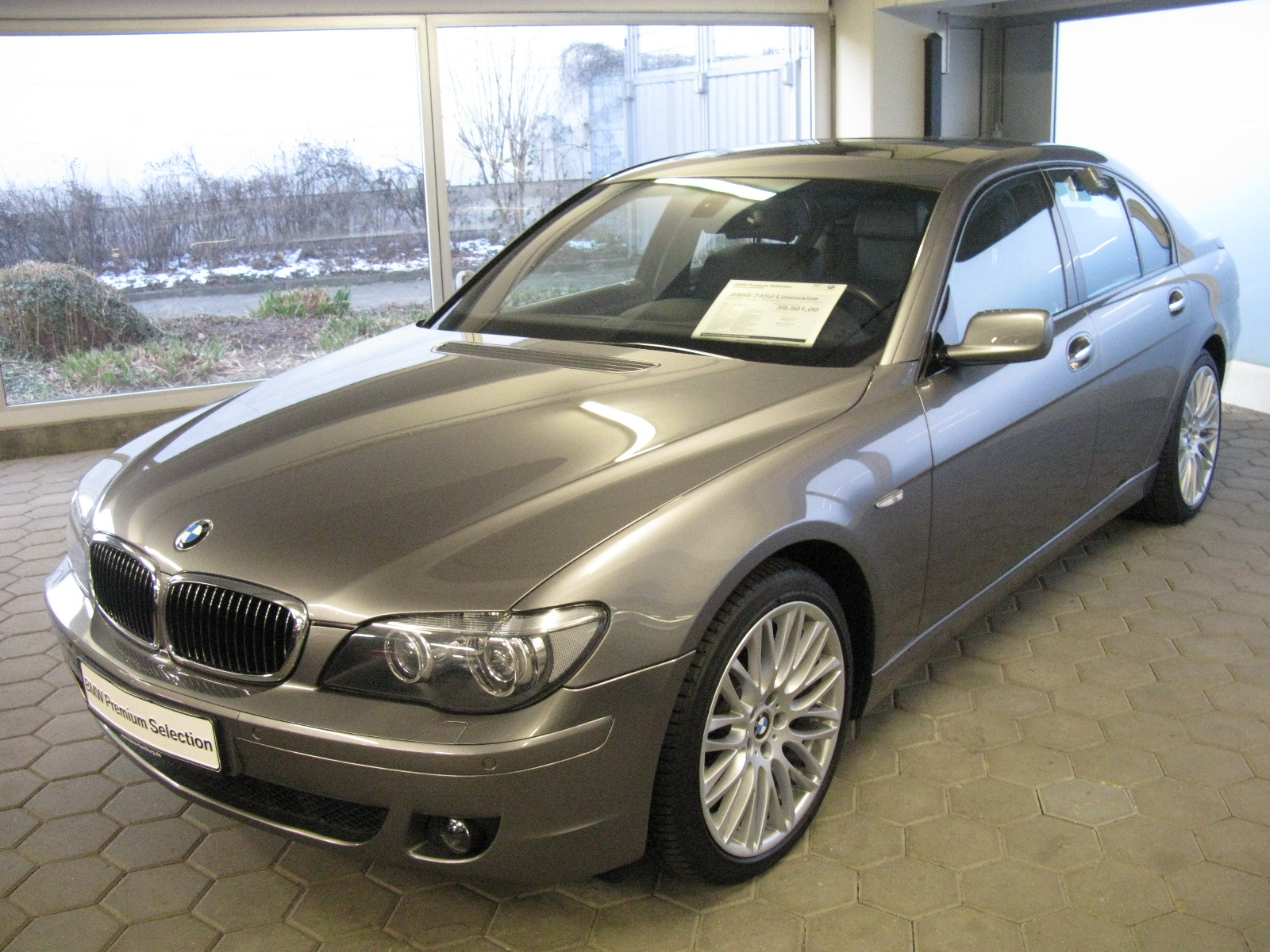
BMW E65 745d

BMW M67 — дизельный двигатель внутреннего сгорания немецкого автоконцерна BMW. Производился с 1998 по 2009 год.
Впервые двигатель BMW M67 был представлен на автомобиле BMW E38. Он оснащён системой Common rail, двойными верхними распределительными валами и 32 клапанами. Четырёхлитровая версия получила премию «Двигатель года» в 1999 и 2000 годах.
В 2009 году двигатель BMW M67 был заменён двигателем BMW N57.

## Технические характеристики
| Тип      | Объём    | Мощность                            | Крутящий момент              | Год  |
| -------- | -------- | ----------------------------------- | ---------------------------- | ---- |
| M67D40   | 3901 см3 | 175 кВт (238 л. с.) при 4000 об/мин | 560 Н*м при 2000 об/мин      | 1999 |
| M67D40   | 3901 см3 | 180 кВт (245 л. с.) при 4000 об/мин | 560 Н*м при 1750—2500 об/мин | 2000 |
| M67TUD40 | 3901 см3 | 190 кВт (258 л. с.) при 4000 об/мин | 600 Н*м при 1900—2500 об/мин | 2002 |
| M67D44   | 4423 см3 | 220 кВт (299 л. с.) при 4000 об/мин | 700 Н*м при 1750—2500 об/мин | 2005 |
| M67TUD44 | 4423 см3 | 242 кВт (329 л. с.) при 3800 об/мин | 750 Н*м при 1900—2500 об/мин | 2006 |